# Pfarrkirche Paudorf-Göttweig

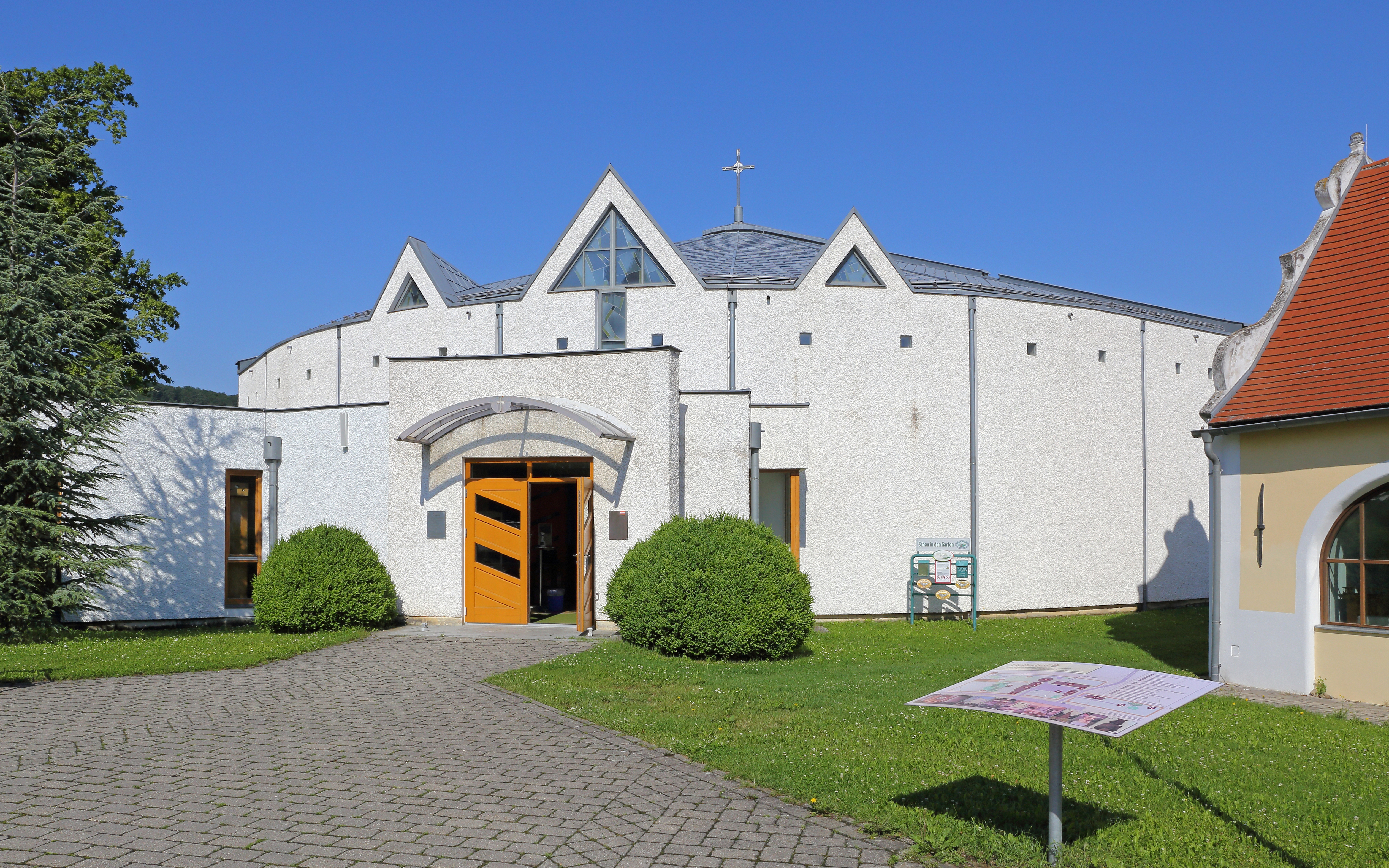
Katholische Pfarrkirche hl. Altmann in Paudorf-Göttweig

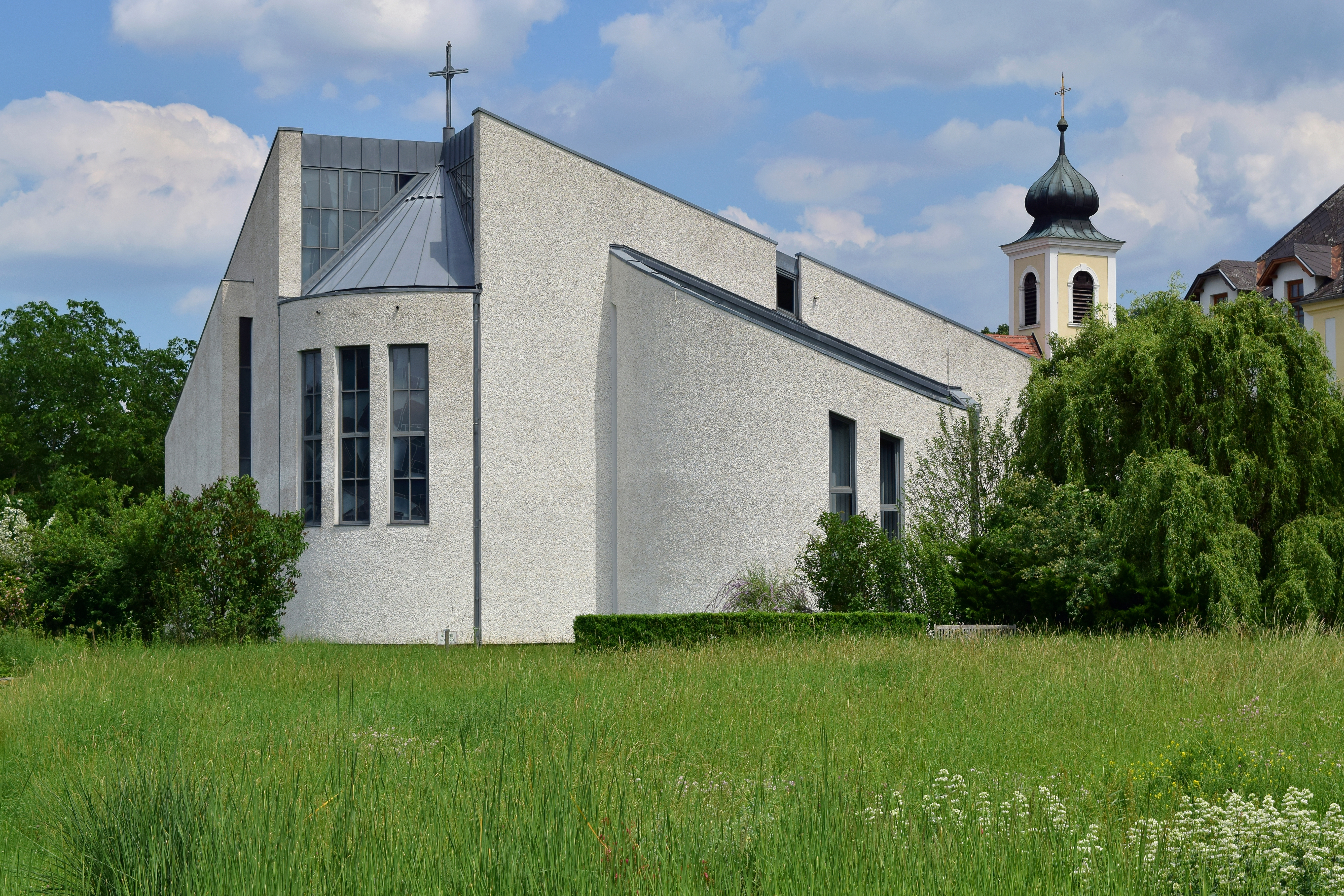
Westansicht

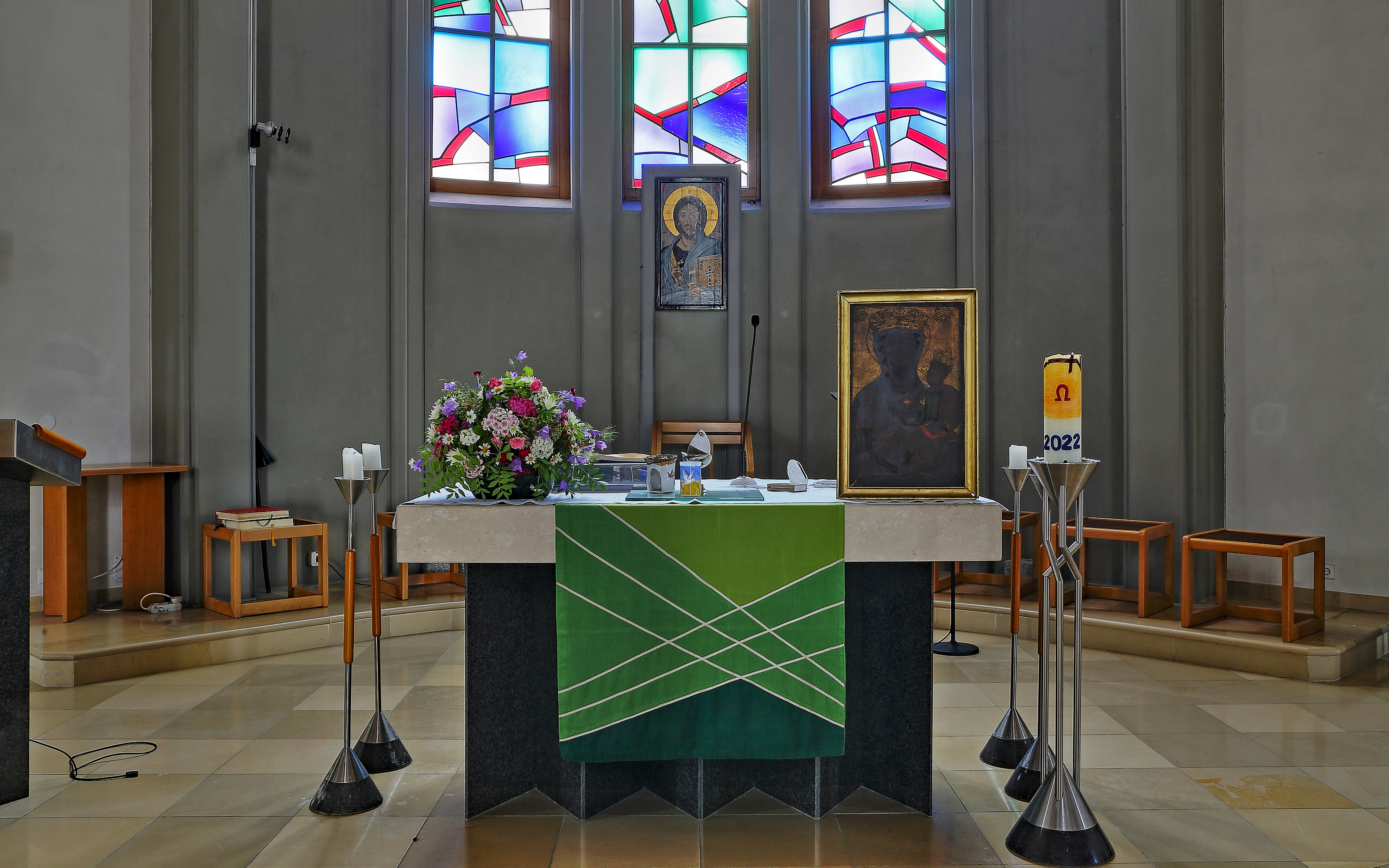
Zentralraum, Blick zum Altar

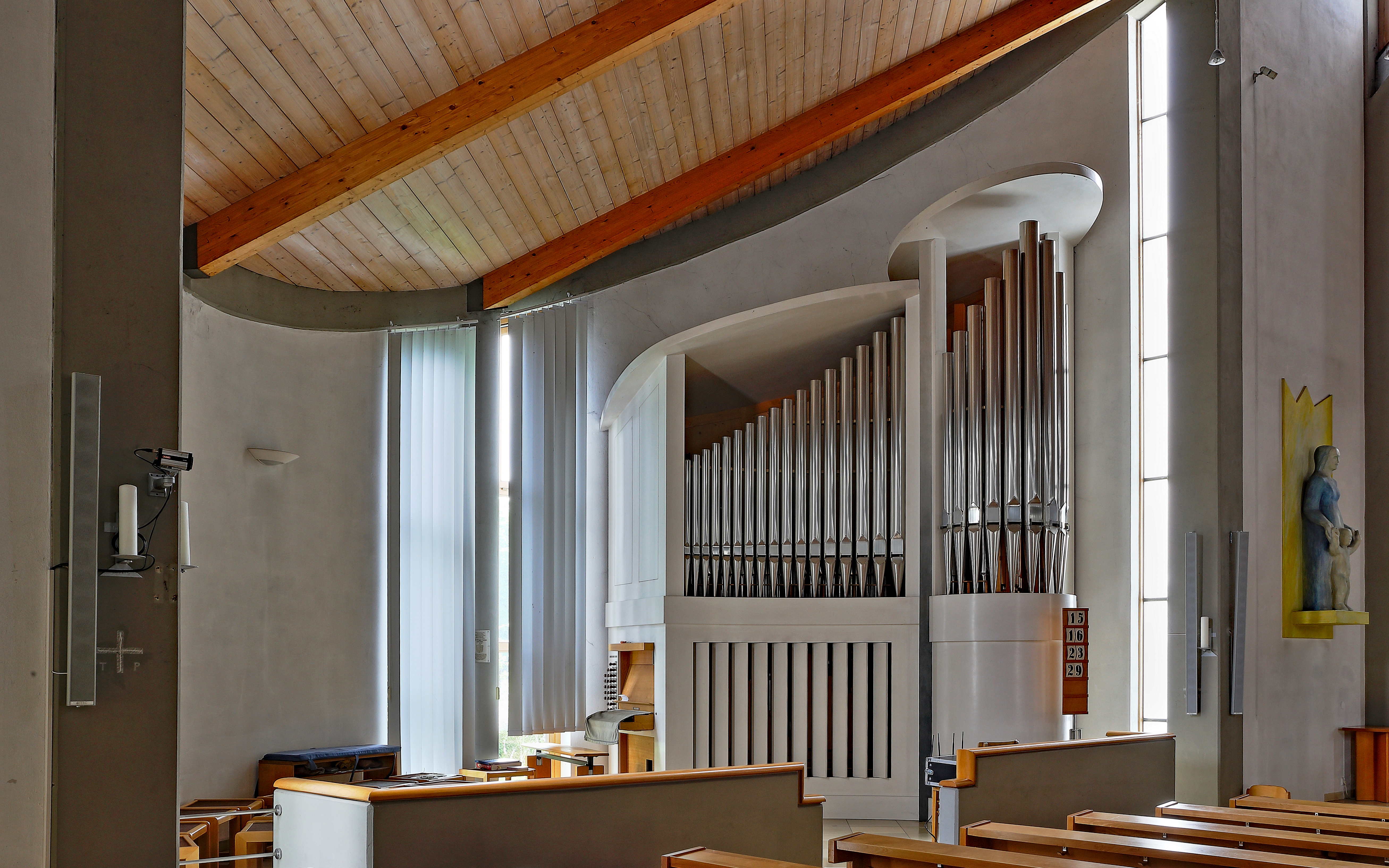
Zentralraum, Blick zur Orgel

Die römisch-katholische Pfarrkirche Paudorf-Göttweig steht im Bauensemble Hellerhof in der Marktgemeinde Paudorf im Bezirk Krems-Land in Niederösterreich. Die dem Patrozinium des Heiligen Altmann von Passau unterstellte Pfarrkirche gehört zum Dekanat Göttweig in der Diözese St. Pölten. Die Kirche steht unter Denkmalschutz (Listeneintrag).

## Geschichte
Am 26. Februar 1985 stürzte ein 12 m langes Stück der Hellerhofmauer ein. Daraufhin wurde die Hellerhofkommission gegründet, welche mit Abt Clemens Lashofer und dem Diözesanbischof Franz Žak die Zukunft des Hellerhofes besprach, wo letztlich der Plan für den Bau einer Pfarrkirche entstand.
Am 8. Dezember 1987 feierte die Pfarre den Beginn des 50. Jahres der Einführung von Sonntagsmessen im Hellerhof, am Nachmittag unterzeichneten Abt Clemens Lashofer, Bürgermeister Anton Greimel, Pfarrer Pater Udo Fischer, Kaplan Pater Dominikus Stohl und Mitglieder des Pfarrkirchenrates das offizielle Ansuchen der Pfarre an die Diözese St. Pölten um Errichtung eines Pfarrzentrums Hellerhof.
Am 5. Mai 1991, dem Fest des Patrons der alten Pfarrkirche St. Gotthard und Weihetag der alten Hellerhof-Kapelle (1618), erfolgte die Spatenstichfeier für die neue Kirche. Am 16. Juni 1991, dem Jahrestag der feierlichen Erhebung der Reliquien St. Altmanns im Jahr 1362, erfolgte die Grundsteinlegung durch Abt Clemens Lashofer und den Diözesanbaudirektor Heinrich Fasching (später Weihbischof). Prominentester Ehrengast war Br. Hieronymus M. Wierzba, der letzte Sekretär des hl. Maximilian Kolbe. Die Kirche wurde von 1991 bis 1993 nach den Plänen des Architekten Friedrich Göbl aus Höbenbach vom Baumeister Leopold Sandler erbaut. Zum Patron der neuen Pfarrkirche wurde der Gründer der Pfarre erwählt: Bischof Altmann von Passau, der einzige als Heiliger verehrte Bischof der alten Großdiözese Passau, aus der die Diözesen Wien, Linz und St. Pölten hervorgegangen sind.
Nach einem monatelangen Diskurs wurde am 12. September 1993 die Pfarrkirche durch Bischof Kurt Krenn geweiht. An diesem Tag überreichte Bürgermeister Karl Brugger dem Abt Clemens Lashofer und dem Ortspfarrer Pater Udo Fischer die Ehrenbürgerschaft der Marktgemeinde. Am 20. Oktober 1996 weihte Kardinal Franz König den gesamten Hellerhof als Pfarrzentrum und am 20. Oktober 2002 weihte Kardinal König die vom Gerhard Hradetzky gebaute David-Gregor-Corner-Orgel.

## Architektur
Die neue Pfarrkirche im Nordwesten ist ein Teil des barocken Ensembles des Hellerhofes, bestehend aus einem Wirtschaftstrakt, in welchem sich seit 2002 ein Museum für den Komponisten Wilhelm Kienzl (1857–1941) befindet. Das zweigeschoßige ehemalige Herrschaftsgebäude dient verschiedenen Pfarrfunktionen und als Pfarrwohnung. Die barocke Kapelle hl. Johannes der Täufer dient als Museum zu Abt Johannes Dizent.
Die Pfarrkirche besteht aus zwei Viertelkreisbögen unterschiedlicher Höhe, wobei der Schnittpunkt beider Viertelkreisbögen sich exakt im Zentrum des Altares befindet. Drei verschieden große Giebelfenster bestimmen die Hauptfront der Kirche und verweisen auf die Trinität. Der großzügige Platz vor der Kirche unterstreicht die Verknüpfung von Alt und Neu.
Die Besucher betreten die Kirche in der Kirchenlängsachse durch eine vorgelagerte Wandscheibe als Portal. Ein Gang verbindet die Pfarrkanzlei mit dem bogenförmigen Foyer. Vom Foyer führt ein vierflügeliges Holz-Glas-Portal in den Kirchenraum. Der Altarbereich ist circa 30 cm abgesenkt. Der Blick zum Altarbereich und die offene zeltförmige Dachkonstruktion bestimmen den Kirchenraum. Eine großzügig bemessene halbkreisförmig konfigurierte Chornische befindet sich im Westen. Der Kirchenraum aus massiven Mauern hat einige Lichtöffnungen: den Eingang, die Altarfenster und vier weitere Fensterschlitze. Stahlbetonsäulen tragen sichtbar die Last von Dachträgern. Das Zeltdach steigt zeltartig zum Kraftpunkt über dem Altar an, der Kraftpunkt wird durch eine Stahlkonstruktion in Form eines geviertelten Kegels, welcher auf der Apsis lastet, gehalten. Drei Dreieckgaupen mit farbiger Verglasung sind dem Dach über der Mauerkrone aufgesetzt. Den Fußboden bilden cremefarbige Solnhofener Platten.

## Ausstattung
Die drei Apsisfenster von Günter Wolfsberger behandeln das Thema der Auferstehung Christi.

## Einrichtung
Alle liturgischen Orte befinden sich auf dem erhöhten Altarpodest. Die künstlerische Gestaltung der liturgischen Orte lag bei Günter Wolfsberger mit dem Altar, Ambo, Tabernakel, Statuen Maria mit Jesuskind und St. Altmann sowie den Kreuzwegbildern. In den Altar wurden Reliquien des hl. Altmann, Bischof von Passau und Gründer des Stifts Göttweig, des hl. Adalbero von Würzburg, Bischof von Würzburg und Weggefährte Altmanns und Gründer vom Stift Lambach, und des hl. Godehard von Hildesheim, Bischof von Hildesheim, Patron der alten Göttweiger Pfarrkirche von 1235 bis 1719, eingesetzt.
Auf der ersten Stufe des Altarbereichs steht ein doppelt oktogonaler gotischer Taufbrunnen aus rotem Salzburger Adneter Marmor. Der runde grobe Sockel ist wohl ein Rest des romanischen Taufbrunnens der um 1135 erbauten Pfarrkirche St. Gotthard. Der Taufbrunnen befand sich ab 1719 in der Stiftskirche Göttweig, die bis 1993 als Pfarrkirche diente. Die Abdeckung des Taufbrunnens schuf der Bildhauer Leo Pfisterer.
Das Kruzifix im rechtsseitigen Altarbereich, um 1610/1611 wohl vom Kremser Bildhauer Kilian Fuchs geschaffen, wurde aus der Filialkirche Klein-Wien St. Blasien hierher übertragen.
2001 erwarb die Pfarrgemeinde ein aus 13 Christusbildern komponiertes Fastenkreuz des Wiener Künstlers Gottfried Hula.
Die Orgel baute 2000 Gerhard Hradetzky, sie verfügt über 21 Register auf zwei Manualen und Pedal. Sie trägt den Namen David-Gregor-Corner-Orgel zu Ehren des Abtes David Gregor Corner (1585–1648), der zu Neujahr 1631 die zweite Auflage seines Standardwerkes Gros Catolisch Gesangbuch dem Hellerhof-Besitzer Gabriel Gerhardt und seiner Frau Magdalena gewidmet hat. Als Abt hatte er den Hellerhof für das Stift Göttweig erworben.